# Grinnes
Grinnes oder Grinnibus war eine römische Siedlung in der Provinz Germania Inferior an der Straße von Ulpia Noviomagus Batavorum (Nijmegen) nach Lugdunum Batavorum (Katwijk). Grinnes befindet sich wahrscheinlich auf dem Gebiet des heutigen Rossum, eines Dorfes der Gemeinde Maasdriel in der Provinz Gelderland.

## Quellen

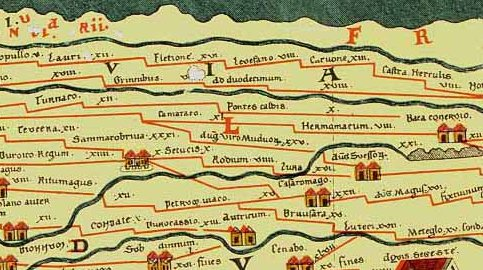
Grinnes als Grinnibus auf der Tabula Peutingeriana

## Lokalisierung
Die Lage von Grinnes ist nicht mit Sicherheit bekannt, aber Historiker und Archäologen vermuten es mehrheitlich im Gebiet des heutigen gelderländischen Rossum im Bommelerwaard. Wahrscheinlich gab es dort seit der späten Eisenzeit eine bedeutendere Siedlung, die sich an beiden Ufern der Maas erstreckte. In Rossum traten zahlreiche Dachziegel mit militärischen Stempeln und zum Bauen verwendete Steine, sowie Münzen zu Tage, die eine Lokalisierung von Grinnes in diesem Gebiet möglich erscheinen lassen.